# Pycnogonum tenue
Pycnogonum tenue is een zeespin uit de familie Pycnogonidae. De soort behoort tot het geslacht Pycnogonum. Pycnogonum tenue werd in 1879 voor het eerst wetenschappelijk beschreven door Slater. 